# Marthe Hanau
Marthe Hanau (Parigi, 1º gennaio 1886 – Fresnes, 14 luglio 1935) è stata una potente donna d'affari francese, implicata in un importante scandalo finanziario. È conosciuta anche come la Banchiera.

## L'affaire Hanau
Marthe Hanau nacque a Parigi da una famiglia di piccoli commercianti ebrei alsaziani. Sposò un uomo d'affari, tale Lazare Block, dal quale divorziò dopo la prima guerra mondiale, rimanendone però in contatto dal punto di vista affaristico. Fondò nel 1925 un giornale d'economia, la Gazette du franc, che rapidamente s'impose per la qualità dei suoi collaboratori e per i servizi oculati. I consigli che Marthe prodigava ai risparmiatori in materia borsistica riguardavano soprattutto i suoi interventi azionari e obbligazionari, gestiti da società fittizie create all'uopo. Grazie alla pubblicità fatta mediante il suo giornale, quindi, faceva crescere i suoi titoli.
Il sistema verrà scoperto nel 1928, quando ormai erano coinvolti migliaia di piccoli investitori, dall'agenzia rivale Agence Havas, che rivelò l'attività fittizia delle società dell'Hanau. La Banchiera riuscì a costringere al silenzio alcuni politici e partner commerciali, ma le prove accumulate portarono al suo arresto per frode nel dicembre dello stesso anno. Dopo uno sciopero della fame e un tentativo di evasione, venne rilasciata su cauzione. Sarà nuovamente arrestata e poi ancora rilasciata nel 1932. Nel 1934 le diedero 3 anni, ma si suicidò nel luglio del 1935 con una scatola di barbiturici.

## Film riguardanti Marthe Hanau
- Francis Girod, 1980, La Banquière, con Romy Schneider